# Гео-ИК-2
Гео-ИК-2 — российская спутниковая система, состоящая из двух космических аппаратов, предназначенных для проведения геодезических измерений высокой точности. Разработку и создание системы произвело ОАО «Информационные спутниковые системы» имени академика М. Ф. Решетнёва. С запуском спутников «Гео-ИК-2» после длительного перерыва было начато возобновление космической геодезической программы России.

## Предназначение спутниковой системы
- определение параметров гравитационного поля Земли;
- построение высокоточной геодезической сети в геоцентрической системе координат;

* определение движений континентальных литосферных плит, земных приливов, скорости вращения Земли и координат полюсов.;
- решение ряда прикладных задач, требующих оперативного определения координат наземных пунктов, в том числе: создание региональных геодезических сетей, дистанционное зондирование Земли, определение морского геоида, мониторинг ледовой обстановки.

## Оборудование спутника
- радиовысотомер «Садко» производства Thales Alenia Space;
- аппаратура доплеровской системы;
- бортовое синхронизирующее устройство;
- оптическая ретрорефлекторная антенна.

## Параметры орбиты
Оба аппарата системы должны были быть выведены на солнечно-синхронную орбиту с высотой около 1000 км и наклонением 99,4º.

## История
Запуск первого космического аппарата («ГЕО-ИК-2» № 11) планировался на 2010 год.
В ноябре 2010 спутник был доставлен на космодром Плесецк. В декабре 2010 года запуск был перенесен на первый квартал 2011 года из-за технических проблем. Спутник, получивший наименование Космос-2470, был запущен 1 февраля 2011 года ракетой-носителем «Рокот» с разгонным блоком «Бриз-КМ», однако был выведен на нерасчётную орбиту из-за ошибок в работе разгонного блока. Вместо круговой орбиты высотой 1000 километров аппарат был выведен на орбиту с параметрами: наклонение — 99,46º, апогей — 1021 километр, перигей — 369 километров. Спустя три недели спутник вышел из строя.
20 октября 2011 года на КА Гео-ИК-2 восстановлена ориентация на Солнце, была включена и проверена аппаратура, однако использовать его по назначению, скорее всего, не удалось.
По сообщению американского Стратегического командования, спутник должен упасть на Землю 16 июля 2013 года.
Космический аппарат сошёл с орбиты в 15 июля 2013 года в 18:27. Поначалу сообщалось, что спутник упал в провинции Цинхай в Китае. Но позже Роскосмос опроверг эту информацию, сообщив, что все элементы спутника полностью сгорели в плотных слоях атмосферы.
4 июня 2016 года в 17:00 по московскому времени с космодрома Плесецк стартовала ракета «Рокот» с разгонным блоком «Бриз-КМ» и геодезическим военным спутником «Гео-ИК-2 №12Л», получившим обозначение Космос-2517.
30 августа 2019 года в 17:00 по московскому времени с космодрома Плесецк стартовала ракета «Рокот» с разгонным блоком «Бриз-КМ» и геодезическим военным спутником «Гео-ИК-2 №13Л», получившим обозначение Космос-2540.